# Not a Pretty Girl
Not a Pretty Girl è il sesto album in studio della cantautrice statunitense Ani DiFranco, pubblicato nel 1995.

## Tracce
1. Worthy – 4:31
2. Tiptoe – 0:36
3. Cradle and All – 4:18
4. Shy – 4:43
5. Sorry I Am – 4:45
6. Light of Some Kind – 4:07
7. Not a Pretty Girl – 3:55
8. The Million You Never Made – 4:18
9. Hour Follows Hour – 6:01
10. 32 Flavors – 6:07
11. Asking Too Much – 2:55
12. This Bouquet – 2:28
13. Crime for Crime – 5:42
14. Coming Up – 4:45